# El Papiol
Papiol (oficialmente en catalán: El Papiol) es una localidad y municipio español de la comarca del Bajo Llobregat, en la provincia de Barcelona, comunidad autónoma de Cataluña. Se extiende entre las últimas estribaciones de la sierra de Collserola, el río Llobregat y la riera de Rubí. 
El pueblo se formó sobre un cerro de 160 metros de altura alrededor del castillo, que se encuentra documentado desde 1115, centro de la baronía del Papiol, cuya propiedad es aún de sus descendientes, herederas de dicha baronía, las hermanas Adela y M.ª Teresa Mora Almirall, casada con Manuel Bofarull Estarlich, con descendencia. Las fiestas más populares del pueblo son la Fiesta de la Cereza, la fiesta mayor de verano, y la Semana Cultural.

## Símbolos
El escudo del Papiol se define por el siguiente blasón:
«Escudo losanjado: de oro, una cruz de Santa Eulalia en forma de sautor pleno de sinople. Por timbre una corona de barón.»
La cruz de Santa Eulalia es el atributo de la patrona de la localidad. Los colores oro y sinople provienen de las armas de la baronía del Papiol, concedida en 2014 a Berenguer de Cortilles. Fue aprobado en el DOGC el 22 de diciembre de 1992.

## Demografía
Papiol cuenta con una población de 4363 habitantes (INE 2024).
| Gráfica de evolución demográfica de Papiol entre 1842 y 2021 |
| |
| Población de derecho según los censos de población del INE. Población de hecho según los censos de población del INE.En estos censos se denominaba Papiol: 1842, 1857, 1860, 1877, 1887, 1897, 1900, 1910, 1920, 1930, 1940, 1950, 1960, 1970 y 1981. |

## Administración y política
| Periodo   | Nombre                                        | Partido             |
| --------- | --------------------------------------------- | ------------------- |
| 1979-1983 | José María Romero Cánovas                     | PSC                 |
| 1983-1987 | Robert Casajuana Orive                        | A.E. La Unió        |
| 1987-1991 | José Guerrero Martos / Robert Casajuana Orive | PSC / A.E. La Unió  |
| 1991-1995 | Robert Casajuana Orive                        | CiU                 |
| 1995-1999 | Robert Casajuana Orive                        | CiU                 |
| 1999-2003 | Albert Vilà Badia                             | Junts pel Papiol    |
| 2003-2007 | Albert Vilà Badia                             | Junts pel Papiol    |
| 2007-2011 | Albert Vilà Badia                             | Junts pel Papiol    |
| 2011-2015 | Albert Vilà Badia                             | Junts pel Papiol    |
| 2015-2019 | Joan Borràs Alborch / Jordi Bou Compte        | ERC / CiU           |
| 2019-2023 | Joan Borràs Alborch                           | ERC                 |
| 2023-act. | Jordi Bou Compte                              | Junts per Catalunya |

### Elecciones municipales 2023
- Junts per Catalunya: 45,10% (5 concejales)
- Sumem pel Papiol: 34,45% (4 concejales)
- Esquerra Republicana de Catalunya: 9,90% (1 concejal)
- CUP: 7,79% (1 concejal)

### Elecciones municipales 2019
- Esquerra Republicana de Catalunya: 33,61% (4 concejales)
- Sumem pel Papiol: 30,58% (4 concejales)
- Junts per Catalunya: 22,55% (2 concejales)
- CUP: 10,62% (1 concejal)

## Monumentos y lugares de interés
- El Castillo de El Papiol

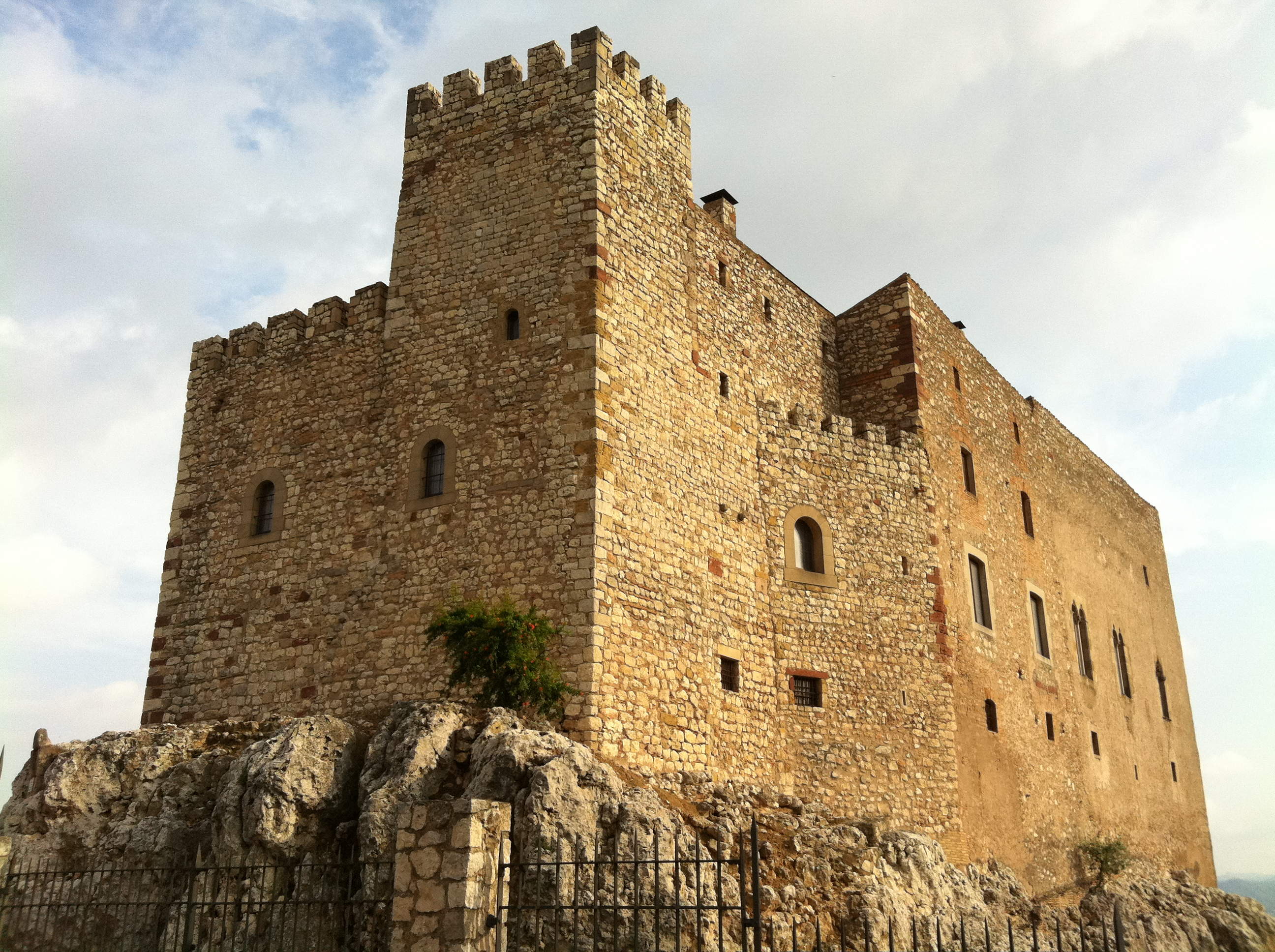
El castillo de Papiol

- Iglesia parroquial de Santa Eulalia del Papiol
- La Casa de Pedra
- Les Escletxes (lugar de escalada)
- La Salut (ermita)